# Chenab
Sông Chenab (/[invalid input: 'icon']tʃəˈnɑːb/, tiếng Phạn: चंद्रभाग/अक्सिनी, tiếng Punjabi: ਚਨਾਬ, canāb, tiếng Hindi: चनाब, tiếng Urdu: چناب, nghĩa là: 'Mặt Trăng(Chan) چن
sông (aab)' آب) là một sông chính tại Jammu và Kashmir và Punjab tại Pakistan. Sông khởi nguồn từ dãy Himalaya tại quận Lahaul và Spiti của bang Himachal Pradesh, Ấn Độ, và chảy qua vùng Jammu của Jammu và Kashmir đến Punjab, Pakistan. Nước sông Chenab do Pakistan sử dụng theo điều khoản của Hiệp định nước Sông Ấn.
Chenab bắt nguồn từ dòng băng tuyết tan chảy tại hành lang Bara Lacha tại Himachal Pradesh. Dòng nước chảy về phía nam từ hành lang và được gọi là sông Chandra và dòng chảy về phía bắc được gọi là sông Bhaga. Cuối cùng Bhaga hợp lưu vào Chandra tại làng Tandi. Một tuyến đường chạy dọc theo sông Bhaga, từ Khoskhas đến Tandi. Chandra và Bhaga gặp nhau và hợp thành sông Chandrbhaga. Sông trở thành Chenab khi hợp lưu với sông Marau tại Bhandera Kot, 12 km từ thị trấn Kishtwar tại Jammu và Kashmir.
Sông hợp lưu với Jhelum tại Trimmu và sau đó là với sông Ravi Ahmedpur Sial. Sông sau đó hợp với Sutlej gần Uch Sharif, Pakistan để tạo thành Panjnad hay "Năm sông", sông thứ năm là Beas, đã hợp vào Satluj gần Ferozepur, Ấn Độ. Chenab sau đó đổ vào sông Ấn tại Mithankot, Pakistan. Tổng chiều dài của Chenab xấp xỉ 960 km.